# 平井蒼太
平井 蒼太（ひらい そうた、1900年8月5日 - 1971年7月2日）は愛知県出身のミステリー作家、豆本作家、性風俗文献蒐集家。薔薇蒼太郎、牡丹耽八、書鬼海二等、多数の変名を持つ。

## 経歴
平井太郎（江戸川乱歩）の次弟として名古屋市に生まれる。本名：平井通。
1917年11月、長兄太郎の鳥羽造船所入社に伴い、末弟敏男と共に鳥羽へ移住。1919年に兄弟で上京。東京市本郷区団子坂にて、長兄太郎や末弟敏男と共に古書店「三人書房」を経営。のち大阪へ移り関西大学専門部経済科を修業。1921年から電気部試験係として大阪電気局に勤務。1931年にカリエスを病み、休職して滋賀県甲賀郡寺庄村（現在の甲賀市）なる妻の実家で静養。兄や母からの仕送りで療養生活を送る傍ら、雑誌『麻尼亜（まにあ）』を、次いで『雑学』を編集発行（1933年）。花街の娼妓の間に伝わる呪術を研究し、その成果を『浪速賤娼志』として『風俗研究』誌に発表。カリエス回復後に上京し、兄の支援で東京市巣鴨区に古書肆「浪楓書店（ろうふうしょてん）」を開業。しかし自ら欲しいと思った書物は客に求められても売ることを拒むなど、商売には不熱心だった。
1935年9月に肺結核で大阪電信局を退職。1939年から東京市神田区の健康保険協会出版部に勤務。
戦後は後楽園球場に勤務する傍ら、風俗雑誌『あまとりあ』に「花魁少女」（1952年1月）「続花魁少女」（1952年2月）「蒼白（あお）ざめた色ごと」（1952年10月）「続蒼白ざめた色ごと」（1952年11月）「秘薬幻術──伊豆荘斐子（いずのそうあやこ）の開華──」（1953年10月）「肉身曼蛇羅──続伊豆荘斐子の開華──」（1954年1月）「嫋指」（1955年8月）の一連の情痴的短篇小説を発表。この間、1954年4月に読物記事「滑らかな脂丘への妄執」を発表。これは女体を礼賛する内容だった。
定年退職後は壺中庵の名で古書通信販売を営み、さらに真珠社の名で豆本制作に熱中（当人は豆本と呼ばず雛絵本と呼んだ）。1959年、池田満寿夫による限定版の豆本『屋根裏の散歩者』を刊行。池田の『おふいりあ』『まのん』『たまる』『楊貴妃』『じえすちーぬ』など計8冊を上梓。このほか、磯ヶ谷紫江『あさくさのうた』（1961年）、ジョルジュ・ビゴー『東京の芸者の一日』（1963年）、岡本文弥『つま竜』（1964年）など多数の限定版雛絵本を刊行。1971年に病死。

## 家族
両親
父 - 平井繁男（実業家、官吏、関西法律学校（現・関西大学）卒）
母 - きく（津藩家臣の長女）
兄・平井太郎（推理小説家、日本推理作家協会初代理事長、早稲田大学卒）
嫂 - 村山隆（りう）子（現・鳥羽市坂手島の学校教師）
　1919年（大正8年）、鳥羽造船所を退職したのち、東京で三人書房を営んでいた時代に結婚。1982年9月2日、脳血栓で死去、享年85。
甥 - 平井隆太郎 - （心理学者、立教大学名誉教授、東京帝国大学卒。「少年探偵」シリーズの著作権継承者。）
又甥 - 平井憲太郎 - （鉄道研究家、『とれいん』編集者、立教大学卒）

## 著書
- 『見世物女角力志』私家版、1933年
- 『浪速賤娼志』浪楓書店、1934年
- 『娼女の秘呪』有光書房、1957年
- 『おんなすもう』有光書房、1972年
- 『おいらん』イースト・プレス、1997年 ISBN 9784872571165
- 『おいらん　女体めぐり淫蕩録　性の秘本コレクション　13』河出文庫、1999年 ISBN 9784309473789